# Prinsesse Ragnhild (Schiff, 1981)
Die Prinsesse Ragnhild, später Bahamas Celebration, war ein RoRo-Fracht- und Passagierschiff, das zuletzt für die US-amerikanische Kreuzfahrtreederei Celebration Cruise Line im Dienst war. Bis zum Jahr 2008 fuhr sie unter dem Namen Prinsesse Ragnhild für die norwegische Reederei Color Line.

## Geschichte

### 1981 bis 2008:Prinsesse Ragnhild

#### Kiel–Oslo

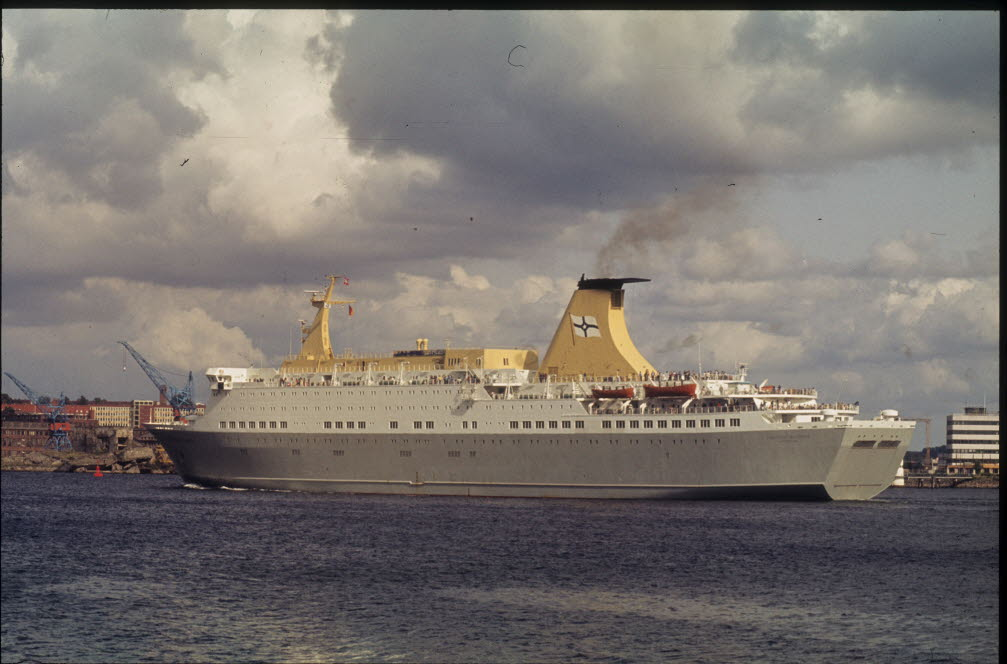
Prinsesse Ragnhild vor der Verlängerung

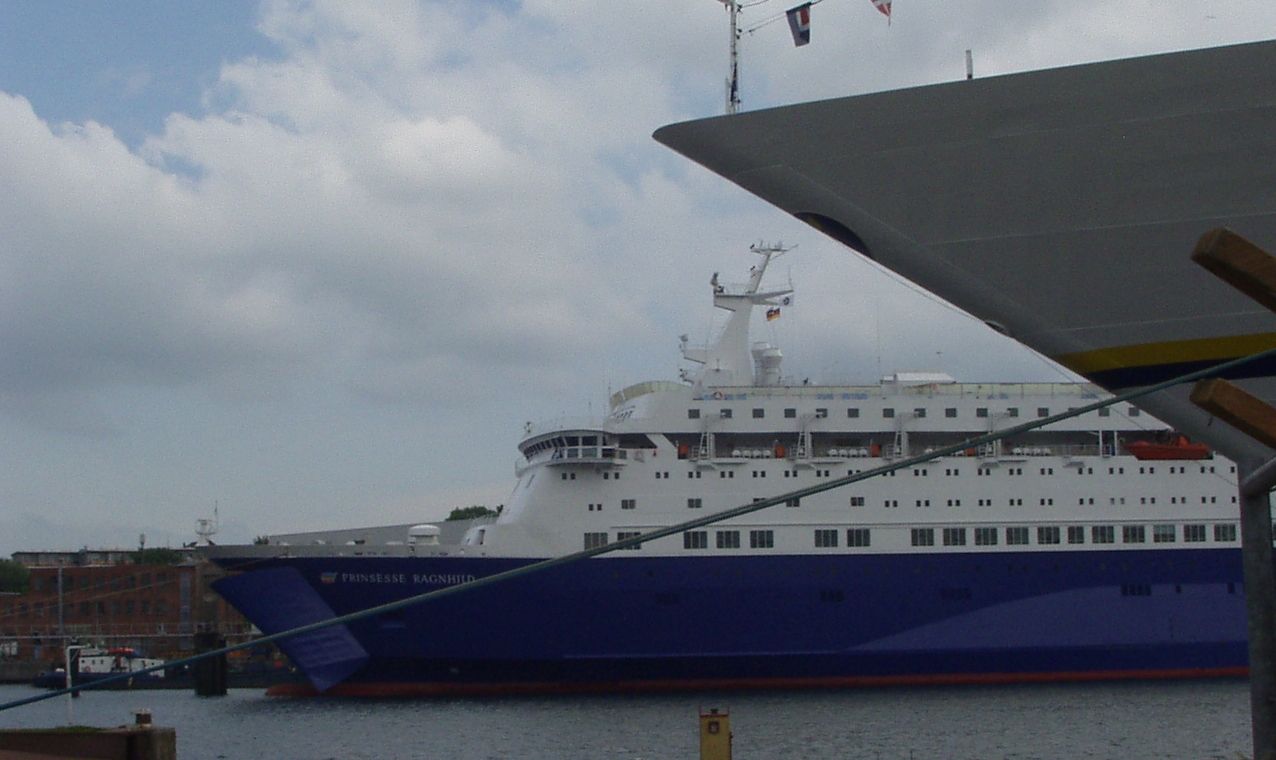
Prinsesse Ragnhild mit geöffneten Bugklappen (2003)

Die Prinsesse Ragnhild wurde in der Howaldtswerke-Deutsche Werft in Kiel für die Jahre Line gebaut und am 31. Januar 1981 abgeliefert. Sie kam unter norwegischer Flagge mit Heimathafen Sandefjord in Fahrt und nahm ihren Dienst als Nachfolgerin eines gleichnamigen Fährschiffes auf der Route Kiel – Oslo auf.
1990 fusionierten die Jahre Line und die Norway Line zur Color Line. Auch die Prinsesse Ragnhild ging an die Color Line. Der neue Heimathafen des Schiffes wurde Oslo.
Im Jahr 1992 wurde die Prinsesse Ragnhild in Spanien in der Werft Astilleros de Cádiz um 33,5 Meter verlängert und um 2,6 Meter verbreitert – letzteres war an der Rumpfform gut erkennbar.
Am 7. Juli 1999 brach im Maschinenraum ein Feuer aus.  Das Schiff funkte um 2.13 Uhr den Hilferuf „Mayday“ und wurde evakuiert. Alle 1.167 Passagiere wurden sicher an Land gebracht und die Prinsesse Ragnhild zur Werft Blohm + Voss nach Hamburg geschleppt, wo sie 39 Tage lang repariert wurde. Eine Woche nach dem Unglück der Prinsesse Ragnhild lief die Kronprins Harald, das andere auf der Route eingesetzte Fährschiff, auf Grund. Am 24. Dezember 2003 kam es zu einem Kurzschluss, in dessen Folge ein Brand ausbrach. Während des Löschvorgangs ankerte das Schiff in Drøbaksundet.
Am 6. März 2004 brach erneut ein Feuer aus, dieses Mal in einem Taxi auf dem Autodeck. Am 10. Dezember 2004 wurde die Prinsesse Ragnhild durch die Color Fantasy abgelöst.

#### Hirtshals–Stavanger–Bergen
Ab dem 27. April 2005 fuhr die Prinsesse Ragnhild zwischen Hirtshals, Stavanger und Bergen. Am 9. Dezember 2006 kam es zwischen Hirtshals und Stavanger zu einem Brand in einem Hilfsmotor. Dieser konnte durch die Sprinkleranlage schnell gelöscht werden. Allerdings fiel infolgedessen ein Propeller aus. Aufgrund der angerichteten Schäden konnte das Schiff den Betrieb erst am 25. Dezember 2006 wieder aufnehmen. Am 20. Januar 2007 wurde das Schiff durch eine Welle getroffen, die zwei Scheiben zerstörte. Am 8. November 2007 konnte das Schiff aufgrund des Sturmes den Hafen von Stavanger nicht anlaufen, sodass es stattdessen den Hafen von Kristiansand anlief. Die Route Hirtshals–Stavanger–Bergen wurde, nach gut zweieinhalb Jahren, im Januar 2008 eingestellt.

#### Hirtshals–Oslo
Ab dem 8. Januar 2008 bediente die Prinsesse Ragnhild die neue Route Hirtshals – Oslo und ersetzte damit die Color Festival, die bis zum 6. Januar 2008 die Route Frederikshavn – Oslo bediente. Auch diese Route wurde, nach nur vier Monaten Betrieb, am 6. Mai 2008 eingestellt und das Schiff anschließend in Sandefjord aufgelegt. Seitdem stand das Schiff zum Verkauf.

### 2008 bis 2015:Bahamas Celebration

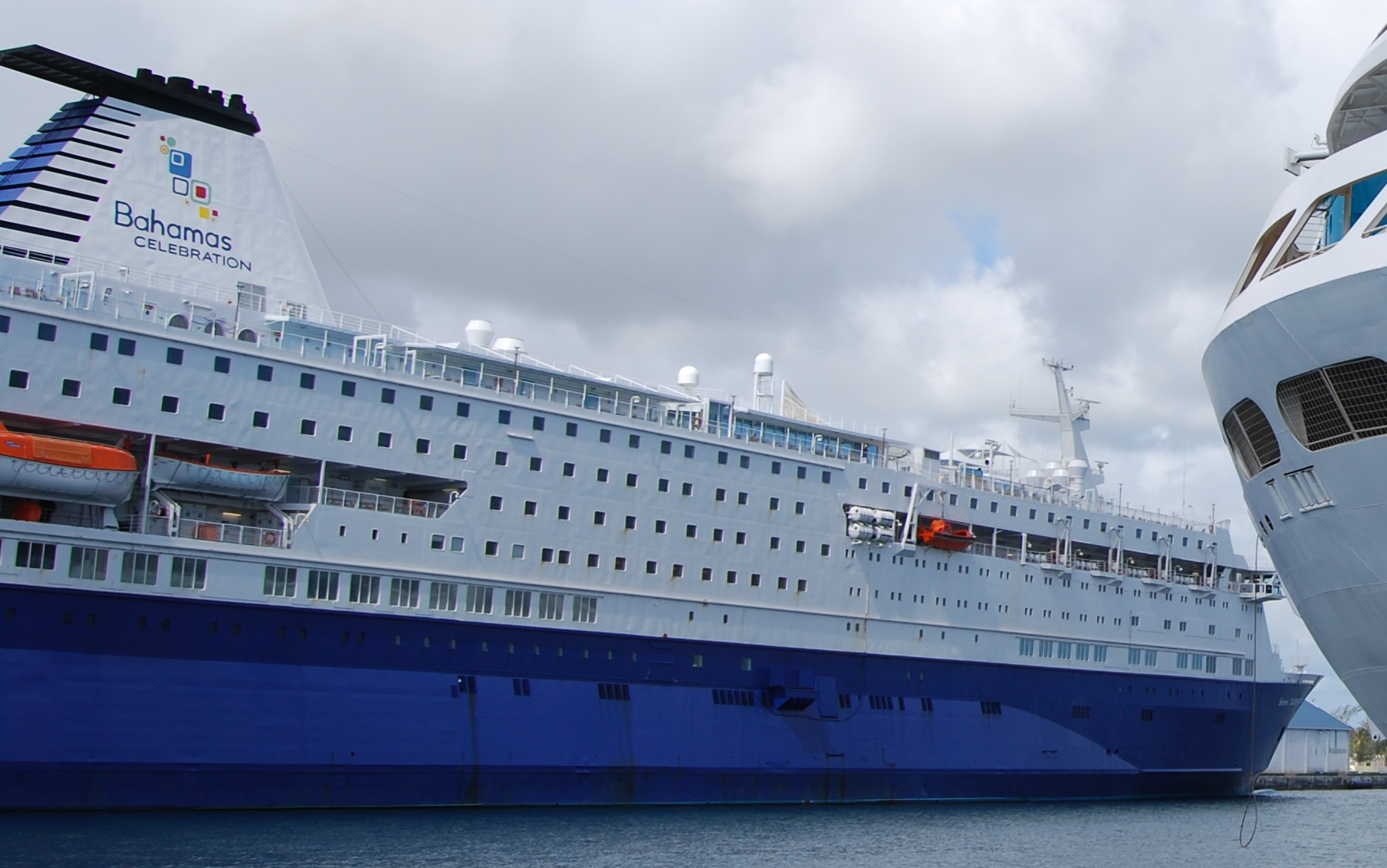
Bahamas Celebration

Am 3. September 2008 teilte Color Line mit, dass das Fährschiff für 23 Millionen Euro an die US-amerikanische Reederei Celebration Cruise Holdings Inc. verkauft wurde. Am 1. Oktober 2008 wurde das Schiff übergeben und in Bahamas Celebration umbenannt, es lief noch am selben Tag in Richtung Freeport aus.
Anfang November 2008 begannen Sanierungs- und Umbauarbeiten im Hafen von Freeport, Bahamas. Installiert wurden zwei Schwimmbäder auf den oberen Decks mit einer Wasserrutsche am Heck. Weiterhin wurden die Restaurants umgestaltet sowie ein zusätzliches Spielcasino erstellt. Auch die vorhandenen Kabinen erhielten eine Überarbeitung. Die von der Prinsesse Ragnhild bekannte Farbumgebung wurde beibehalten. Somit blieb der Rumpf weiterhin blau und der Kabinenbereich weiß.
Im März 2009 löste die Bahamas Celebration auf der Passage Fort Lauderdale–Nassau die 1953 in Dienst gestellte Regal Empress ab. Ab dem 15. März 2010 befuhr sie die Strecke Palm Beach–Freeport in einem zweitägigen Rhythmus. Den Hafen von Palm Beach verließ das Schiff um 17.30 Uhr und erreichte Freeport um 8.00 Uhr am nächsten Tag. Für die 150 Kilometer lange Passage benötigte das Schiff somit 14 Stunden und 30 Minuten.
Am 12. Dezember 2011 brach an Bord ein Feuer aus, welches die Besatzung schnell löschen konnte. Es wurde niemand verletzt. Das Feuer brach aufgrund auslaufenden Öls aus einem der sechs Generatoren im Maschinenraum aus. Dies führte zum Ausfall der Klimaanlage. Die nächste geplante Fahrt wurde abgesagt.
Am 31. Oktober 2014 lief die Bahamas Celebration vor Freeport auf Grund. Das Schiff schlug leck, konnte aber mit rund zehn Grad Schlagseite in den Hafen von Freeport zurückkehren. Im Jahr 2015 wurde das Schiff durch die Grand Celebration der neu gegründeten Reederei Bahamas Paradise Cruise Line ersetzt und die Bahamas Celebration zum Verschrotten nach Alang, Indien verkauft.

### 2015:Celebration
Im April 2015 wurde das Schiff in Celebration umbenannt und in St. Kitts und Nevis registriert, bevor es den Hafen von Freeport am 8. Juni 2015 verließ. Am 18. Juni traf die Celebration auf Reede vor Port of Spain ein und verließ diese am 4. Juli mit Ziel Alang. Zwischen dem 13. und dem 17. August lag das Schiff allerdings vorerst zum Bunkern in der Walvis Bay in Namibia. Am 14. Oktober 2015 traf das Schiff schließlich auf Reede vor Alang ein und wurde am 29. Oktober zum Abbruch gestrandet.

## Schiffsdaten
| Kenngröße            | Neubau 1981    | Umbau 1992                                 |
| -------------------- | -------------- | ------------------------------------------ |
| Werft                | HDW, Kiel      | Astilleros de Cádiz                        |
| Vermessung           | 16.631 BRT     | 35.855 BRZ                                 |
| Länge                | 170,0 m        | 205,25 m                                   |
| Breite               | 24,0 m         | 26,6 m                                     |
| Höhe                 | ? m            | 46 m                                       |
| Tiefgang             | 5,8 m          | 7,4 m                                      |
| Maschinen zusätzlich |                | 4 × Stork-Wärtsilä-9FEDH240-Dieselmotoren  |
|                      |                | 2 × Stork-Wärtsilä-9FEDH240G-Dieselmotoren |
| Leistung zusätzlich  |                | 4875 PS                                    |
| Passagierkapazität   | 892 in Kabinen | 1900 in Kabinen                            |
| Kabinen              | ?              | 565                                        |
| Betten               | 892            | 1900                                       |
| Autos                | 603            | 700                                        |
| LKW-Lademeter        | ? m            | 900 m                                      |